# Reginald Faria
Reginald Faria (Amsterdam, 19 novembre 1981) è un ex calciatore surinamese, di ruolo attaccante.

## Carriera
Ha giocato 23 partite nella massima serie olandese, segnando anche una rete.